# 陈木法
陈木法（1946年8月—），福建惠安螺阳镇后田院东村人，中国数学家，中国科学院院士。

## 生平
1965年，陈木法毕业于惠安一中。1969年，毕业于北京师范大学数学系。1980年于北京师范大学研究生毕业，任教于该校数学系。1983年11月，获北京师范大学理学博士学位，1985年担任教授。1986年至1987年担任英国爱丁堡大学研究员。1990年起任博士生导师。1995年5月，中国数学会第七次代表大会在北京清华大学举行，会议选举产生了77名理事，并召开理事会第一次会议，他出任常务理事。
1997年任北京师范大学研究生院院长。2003年当选为中国科学院院士。2009年当选为第三世界科学院院士。2012年当选美国数学会院士。